# Ascorhynchus paxillum
Ascorhynchus paxillum là một loài nhện biển trong họ Ascorhynchidae. Loài này thuộc chi Ascorhynchus. Ascorhynchus paxillum được miêu tả khoa học năm 1992 bởi Child.